# Brómhexin
Brómhexin egy nyákoldó gyógyszer (mukolítikum), melyet légzőszervi megbetegedések kezelésére használnak, melyek túlzott nyálkatermelődéssel járnak.

## Hatás
Szekretolitikus hatása van, azaz növeli a nyálkatermelést a légutakban és így folyékonyabbá teszi azt és könnyebben tud ürülni. Szekretomotoros hatása is van: segíti a  cilia  mozgását, amely kihajtja a tüdőből a felesleges anyagokat. Ezért köhögéscsillapító szirupokban is alkalmazzák.

## Készítmények
Paxirasol (Egis)
Nasopax orrspray